# Середньовічна латина
Середньові́чна лати́на (лат. Latinitas medii aevi, лат. Media Latinitas; італ. Latino medievale) — латинська мова часів середньовіччя. Офіційна писемна мова більшості європейських країн IV—XIV століть. Використовувалася у Католицькій церкві та при дворах європейських монархів як універсальна мова науки, юриспруденції, літератури тощо. Наступниця класичної латини і пізньої латини. Стала основою для сучасних романських мов. Незважаючи на ряд суттєвих відмінностей від класичної латини, люди середньовіччя не сприймали її як окрему мову. Також — церко́вна лати́на (лат. Lingua Latina Ecclesiastica).